# والاس إف جونسون
والاس إف جونسون (بالإنجليزية: Wallace F. Johnson)‏ مواليد 13 يوليو 1889 في فيلادلفيا - الوفاة 15 فبراير 1971 في فيلادلفيا، كان لاعب كرة مضرب أمريكي بدأ مسيرته كمحترف سنة 1929 وكان يلعب باليد اليمنى، اعتزل اللعب في 1930. كما أنه أحد أبطال الجراند سلام. أعلى تصنيف له في الفردي كان المركز الـ 8 في سنة 1913.

## النهائيات

### الفردي

#### الوصافة (2)
| السنة | البطولة           | المنافس           | النتيجة                 |
| 1912  | البطولة الأمريكية | موريس إي ماكلولين | 6–3, 6–2, 2–6, 4–6, 2–6 |
| 1921  | البطولة الأمريكية | بيل تيلدن         | 1–6, 3–6, 1–6           |

## روابط خارجية
- والاس إف جونسون على موقع رابطة محترفي التنس (الإنجليزية)
- والاس إف جونسون على موقع الاتحاد الدولي لكرة المضرب (الإنجليزية)
- والاس إف جونسون على موقع كأس ديفيز (الإنجليزية)
- والاس إف جونسون على موقع خلاصة التنس.كوم (الإنجليزية)